# Ashley Williams (Schauspielerin)

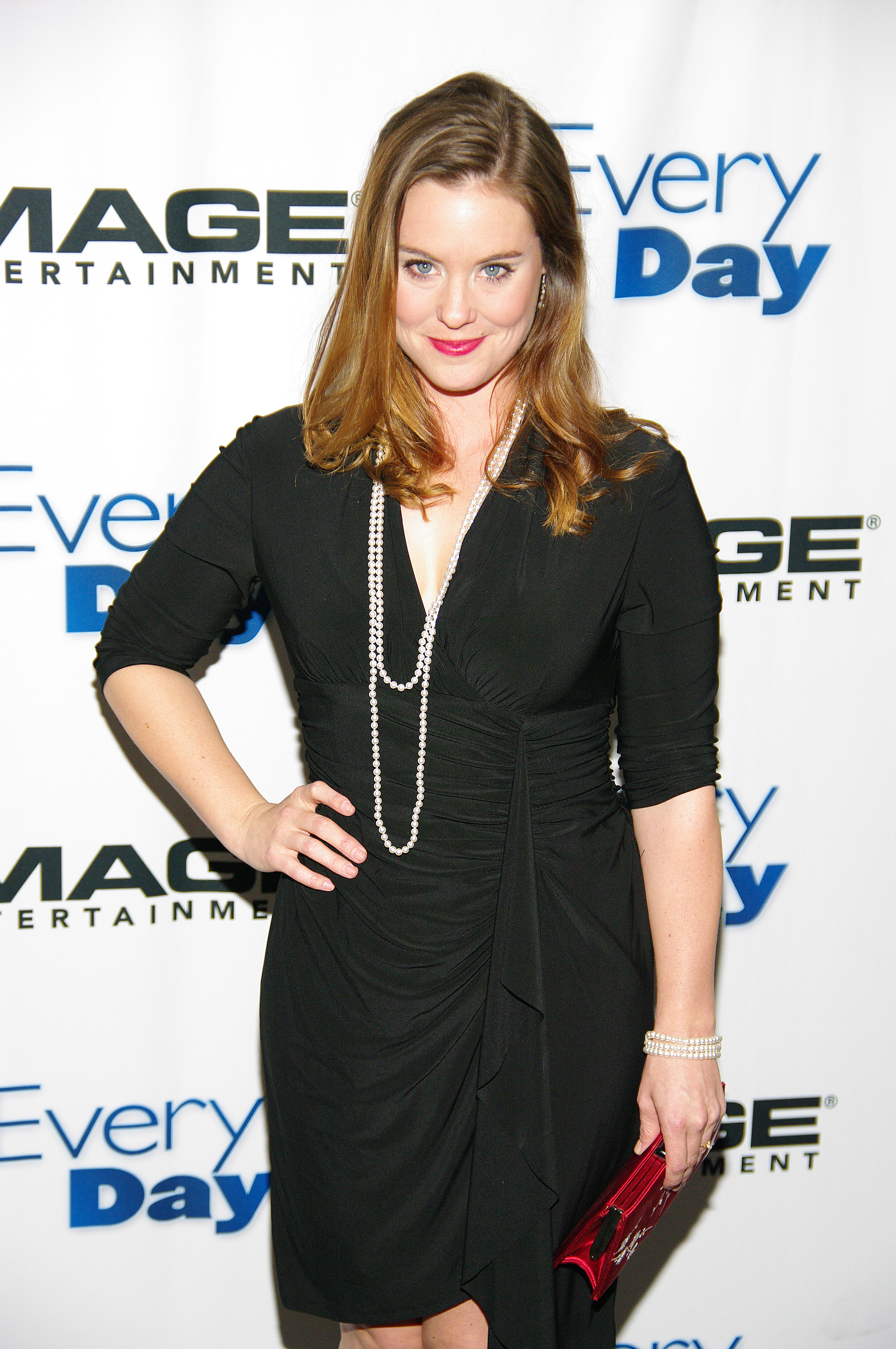
Ashley Williams (2011)

Ashley Churchill Williams (* 12. November 1978 in Westchester County, New York) ist eine US-amerikanische Schauspielerin, Regisseurin und Drehbuchautorin.

## Leben und Karriere
Ashley Williams besuchte die Rye High School in Rye im US-Bundesstaat New York. An der Boston University erreichte sie 2001 ihren Bachelor of Arts. Während eines Jahres in London besuchte sie die London Academy of Music and Dramatic Art und die Royal Academy of Dramatic Art. Ihr Vater Gurney Williams arbeitet als Medizin-Journalist, ihre Mutter Linda für die Michael J. Fox Foundation. Williams Geschwister sind die Schauspielkollegin Kimberly Williams-Paisley und Jay Williams.
Ihre erste Rolle hatte Williams 1993 in dem Comedy-Drama Indian Summer – Eine wilde Woche unter Freunden in dem auch ihre Schwester Kimberly mitspielte. In der Seifenoper Jung und Leidenschaftlich – Wie das Leben so spielt spielte sie ab 2001 in 49 Folgen die Rolle der Danielle „Dani“ Andropoulos. Von 2002 bis 2004 folgte als Dylan Messinger eine der Hauptrollen in der Sitcom Good Morning, Miami.
Williams spielt hauptsächlich in Fernsehserien, ist aber auch in Filmen zu sehen. So hatte sie die weibliche Hauptrollen 2004 in Rentier Buddy rettet Weihnachten und 2008 in der Fortsetzung Wer ist hier der Weihnachtsmann? sowie auch in Nora Roberts – Der weite Himmel (2007). Zusätzlich spielte sie 2006 in dem Off-Broadway-Stück Burleigh Grimes.
In der Serie E-Ring – Military Minds hatte Williams in 6 Folgen die wiederkehrende Rolle der Beth Wilkerson. 2006 stellte sie in der ersten Staffel der Sitcom How I Met Your Mother Teds zwischenzeitliche Freundin Victoria dar; eine Rolle, in die sie 2011 und 2012 zurückkehrte. Auch in der Serie Huff – Reif für die Couch war sie über mehrere Folgen in der zweiten Staffel als Alyssa zu sehen. 2007 trat sie in zehn Folgen der kurzlebigen Serie Side Order of Life als Becca auf. In der dritten Staffel der Serie Saving Grace erhielt sie in die wiederkehrende Rolle der Amanda Dewey. 2011 war sie wiederkehrend in der dritten Staffel der Serie Warehouse 13 als Sally Stukowski zu sehen.
Williams heiratete 2011 den Independent-Film-Produzenten Neal Dodson, mit dem sie zwei Söhne hat.

## Filmografie (Auswahl)
- 1993: Indian Summer – Eine wilde Woche unter Freunden (Indian Summer)
- 1995–2001: Jung und Leidenschaftlich – Wie das Leben so spielt (As the World Turns, Fernsehserie, 49 Folgen)
- 2002–2004: Good Morning, Miami (Fernsehserie)
- 2004: Rentier Buddy rettet Weihnachten (Snow, Fernsehfilm)
- 2005: Monk (Fernsehserie, Folge 4x07)
- 2005–2006: E-Ring – Military Minds (E-Ring, Fernsehserie, 6 Folgen)
- 2006: Huff – Reif für die Couch (Huff, Fernsehserie, Folgen 2x06–2x13)
- 2006–2014: How I Met Your Mother (Fernsehserie, 15 Folgen)
- 2007: Psych (Fernsehserie, Folge 1x09: Tiere, Menschen, Endstationen)
- 2007: Nora Roberts – Der weite Himmel (Nora Roberts’ Montana Sky, Fernsehfilm)
- 2007: Side Order of Life (Fernsehserie, 10 Folgen)
- 2007: Law & Order: Special Victims Unit (Fernsehserie Folge 8x15)
- 2008: Wer ist hier der Weihnachtsmann? (Snow 2: Brain Freeze, Fernsehfilm)
- 2009–2010: Saving Grace (Fernsehserie, 5 Folgen)
- 2010: Love Bites (Fernsehserie, Folge 1x09)
- 2011: Fremd Fischen (Something Borrowed)
- 2011: Warehouse 13 (Fernsehserie, 4 Folgen)
- 2011: The Mentalist (Fernsehserie, Folge 4x09)
- 2011: Der große Crash – Margin Call (Margin Call)
- 2011: Scents and Sensibility
- 2012: Wedding Band (Fernsehserie, 2 Folgen)
- 2012: CSI: Vegas (CSI: Crime Scene Investigation, Fernsehserie, Folge 12x15)
- 2012: Royal Pains (Fernsehserie, 2 Folgen)
- 2012: Hearing Voices (Kurzfilm)
- 2014: Lovesick – Liebe an, Verstand aus (Lovesick)
- 2015: Bad Hurt
- 2015: October Kiss (Fernsehfilm)
- 2016: Six LA Love Stories
- 2016: Love on a Limb (Fernsehfilm)
- 2017: Girls (Fernsehserie, Folge 6x01)
- 2017: Aardvark
- 2017: Christmas In Evergreen (Fernsehfilm)
- 2018: Instinct (Fernsehserie, Folge 1x02)
- 2018: The Con Is On
- 2018: FBI (Fernsehserie, Folge 1x06)
- 2018: Im Norden strahlt der Weihnachtsstern (Northern Lights of Christmas, Fernsehfilm)
- 2019: Holiday Hearts (Fernsehfilm)
- 2020: The Chris Watts Story (Fernsehfilm)
- 2020: Meats (Kurzfilm)
- 2020: Never Kiss a Man in a Christmas Sweater (Fernsehfilm)
- 2021: The Good Doctor (Fernsehserie, Folge 4x07)
- 2021: Sister Swap: A Hometown Holiday (Fernsehfilm)
- 2021: Sister Swap: Christmas in the City (Fernsehfilm)
- 2022: Two Tickets to Paradise (Fernsehfilm)
- 2022: Amber Brown (Fernsehserie, 10 Folgen)
- 2022: Five More Minutes: Moments Like These (Fernsehfilm)
- 2023: Notes of Autumn (Fernsehfilm)
- 2024: Sister Wife Murder (Fernsehfilm)
- 2024: Falling Together (Fernsehfilm)
- 2024: Jingle Bell Run (Fernsehfilm)
- 2025: To Barcelona, with Love (Fernsehfilm)
- 2025: To Barcelona, Forever (Fernsehfilm)